# Monte McNaughton
Pour les articles homonymes, voir McNaughton.
Monte Gary McNaughton, né le 11 mars 1977 à Newbury, est un homme politique provincial canadien de l'Ontario.
Il est député provincial progressiste-conservateur de la circonscription ontarienne de Lambton—Kent—Middlesex de 2011 à 2023.

## Biographie
Né à Newbury en Ontario, McNaughton grandit avec sa famille qui est également propriétaire d'un magasin local. Il est inspiré d'entrer en politique par son grand-père, Jack McNaughton, qui avait milité pour la construction de l'hôpital régional.
Il gradue du Westervelt College (en) et complète des formations à la Ivey Business School (en) de l'université Western Ontario. De 2009 à 2010, il est président de la chambre de commerce de Strathroy.

## Politique
Défait en 2007, il parvient à ravir la circonscription en 2011 et à être réélu en 2014, 2018 et en 2022.
Candidat à la Course à la direction du Parti progressiste-conservateur de l'Ontario de 2015 (en), McNaughton reçoit l'appui du maire de Toronto, Rob Ford. Il est considéré comme un homme de famille et le conservateur dans la course du PC,.
Les Progressistes-conservateurs entrant au gouvernement en 2018, il fait son entrée au cabinet au poste de ministre des Infrastructures (en) en juin 2018.
McNaughton demeure à se ministère jusqu'à un remaniement en juin 2019 où il devient ministre du Travail.